# Кузьминский, Анатолий Иванович
}}
Анатолий Иванович Кузьминский — доктор педагогических наук, профессор, член-корреспондент Национальной академии педагогических наук Украины, действительный член Международной славянской академии образования имени Я. А. Коменского. Заслуженный работник образования Украины.

## Биография
Родился 23 июля 1943 г. в с. Петроостров Кировоградской области. Там же с золотой медалью окончил среднюю школу и работал бригадиром полеводческой бригады местного колхоза. После обучения на физико-математическом факультете Черкасского педагогического института работал учителем, заместителем директора Черкасского среднего профессионально-технического училища № 1, инструктором отдела науки и учебных заведений Черкасского обкома Компартии Украины. С 1981 возглавлял управление профессионально-технического (с 1988 — народного) образования Черкасской области. В течение шести лет (1994—2000) работал заместителем председателя облгосадминистрации по гуманитарным и политико-правовым вопросам. С 2000 г. — ректор Черкасского государственного университета имени Богдана Хмельницкого, с 2005 г. — руководящий научный сотрудник Института педагогического образования и образования взрослых Академии педагогических наук Украины, а в 2007—2014 г. — ректор Черкасского национального университета имени Богдана Хмельницкого.

## Научная деятельность
В 2003 г. защитил докторскую диссертацию по теме «Теоретико-методологические основы последипломного педагогического образования в Украине» (автореферат диссертации).
Автор более ста научных работ, среди которых монографии и ряд учебных изданий — учебников и пособий. Руководитель редакционных коллегий серии научно документальных книг «Реабилитированы историей. Черкасская область» и областная Книга памяти. Один из авторов пятитомника хрестоматии «Наш родной край». Долгое время патронировал областной комитет по увековечиванию памяти Тараса Шевченко и сохранению национального духовного наследия. В значительной степени благодаря его усилиям содержательно разнообразились и материально окрепли такие святыни, как национальные заповедники «Батькивщина Т. Г. Шевченко», «Музей Т. Г. Шевченко», «Чигирин», жемчужина мировой садово- парковой архитектуры. " .

## Награды
Труд А. И. Кузьминского отмечен многими государственными наградами, в том числе орденами Дружбы народов, «За заслуги» III, II и I степеней, Почетным знаком отличия Президента Украины, медалями «За трудовую доблесть» и «Независимость Украины», знаком « Отличник образования Украины», знаком Федерации профессиональных союзов «Профсоюзное отличие», почетным званием «Заслуженный работник народного образования Украины». Он награждён также орденами Святого равноапостольного князя Владимира и «Святой Дмитрий Солунский». В 2013 году А. И. Кузьминскому решением Черкасского областного совета присвоено звание «Почетный гражданин Черкащины».